# Třída Helgoland (typ 720)
Třída Helgoland (typ 720) byla třída oceánských remorkérů německého námořnictva. Celkem byly postaveny dvě jednotky této třídy. Jedna byla po vyřazení prodána Uruguayi.

## Stavba
Celkem byly loděnicí Schichau v Bremerhavenu postaveny dvě jednotky této třídy. Do služby přijaty v letech 1966-1967.
Jednotky třídy Helgoland:
| Jméno              | Založení kýlu     | Spuštěna      | Vstup do služby | Status |
| ------------------ | ----------------- | ------------- | --------------- | --- |
| Helgoland (A 1457) | 24. července 1964 | 9. dubna 1965 | 8. března 1966  | Vyřazena 19. prosince 1997. Od 21. září 1998 provozován uruguayským námořnictvem jako hydrografická loď Oyarvide (ROU 22), vyřazena 21. září 2022. |
| Fehmarn (A 1458)   |                   |               | 1. února 1967   | Vyřazena 11. prosince 2024. |

## Konstrukce

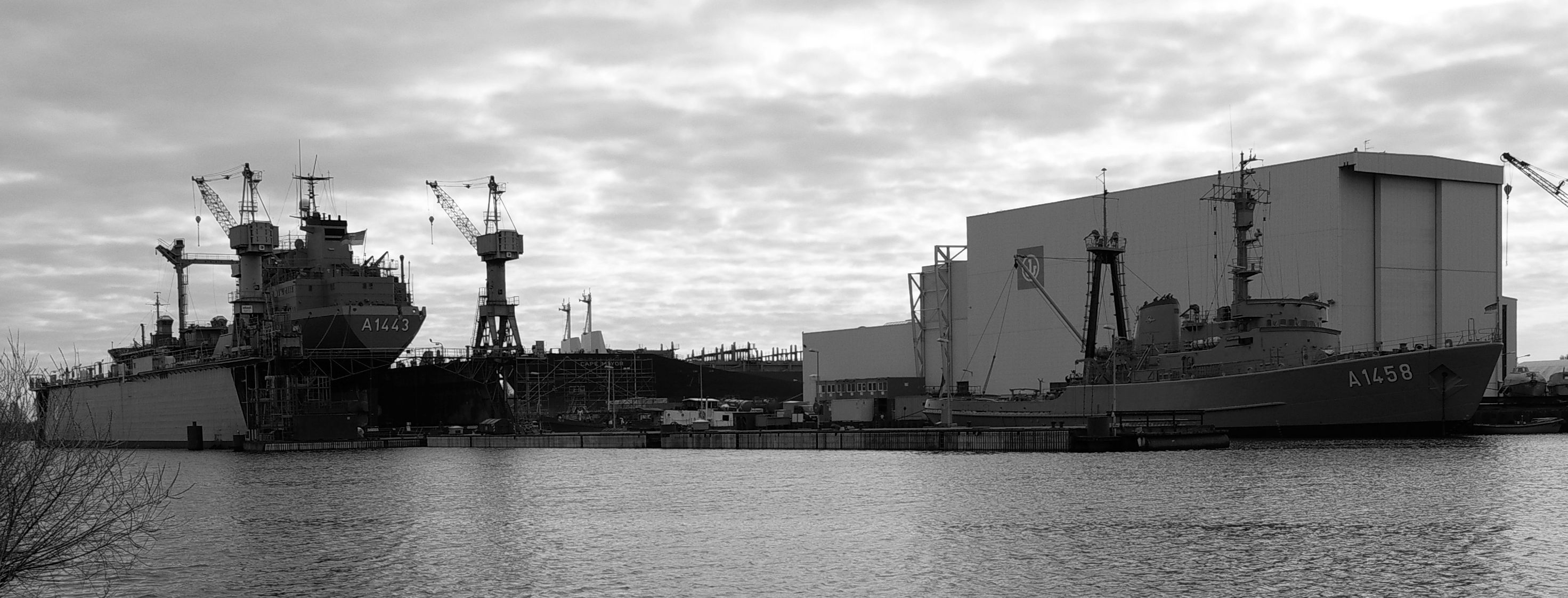
Fehmarn (A 1458)

Obrannou výzbroj tvoří dva 40mm kanóny Breda. Pohonný systém je diesel-elektrický. Tvoří jej čtyři diesely MWM TB 12 RS 18/22, každý o výkonu 3300 hp a dva stejnosměrné motory. Lodní šrouby jsou dva. Nejvyšší rychlost dosahuje 17 uzlu. Dosah činí 5800 námořních mil při 13 uzlech.